# Кінематограф Кореї
Перша згадка про кіно в Кореї, датована 1898 роком. В одній з газет було розміщено оголошення про «живі світлини». У 1901 році відбувся перший документально засвідчений показ кінозйомок зроблених американським письменником, журналістом, та фотографом Бартоном Холмсом. Холмс показав ці кадри королю Кочжону та його оточенню.
1923 року виходить інший корейський фільм «Кордон». На той час у Кореї функціонувало уже сім кінокомпаній. Безумовним хітом тих років став фільм режисера На Ун Гю «Аріран». У 1935 році виходить перший фільм зі звуком «Розповідь про Чхун Хян» режисера Лі Мен. Це була розповідь про дівчину яка зберегла вірність своєму зниклому коханому, не зважаючи на усі випробування долі.
Під час громадянської війни більшість кнематографічного обладнання та ресерсів було зруйновано. У 1953 році президент Лі Син Ман, намагаючись відновити корейське кіно, звільнив кіноіндустрію від усіх податкі.
В 70- ті роки глядачі поміняли кіно на телебачення, водночас максимально зріс вплив цензури на кіно. Вплив цензури зменшився лише в другій половині 80-х років. Тоді на екрани почали виходити фільми не бачених до того часу експериментальних жанрів. Найбільшим попитом серед них користувалися фільми жахів.
У 1992 році на корейські екрани виходить стрічка «Весільна історія», яка оголосила народження нового жанру — «романтична комедія», в корейському кіно.
Наприкінці 90-х-2000-х Пд. Корейський кінематограф значно відомий завдяки своїм кримінальним стрічкам — «Новий Світ», «Ворог суспільства» та багатьом іншим.